# Lothar Udo III
Lothar Udo III (ca. 1070-2 juni 1106), markgraaf van de Noordmark en graaf van Stade (als Lothar Udo IV), zoon van Lothar Udo II, markgraaf van de Noordmark, en Oda van Werl, dochter van Herman III, graaf van Werl, en Richenza van Zwaben. Hij was de jongere broer van zijn voorganger Hendrik I de Lange, die hij in 1087 zou opvolgen.
Lothar Udo was verloofd met Eilika van Saksen, de dochter van hertog Magnus van Saksen en Sophia van Hongarije. Hij verbrak echter deze verloving ten voordele van het Huis Helperich, omdat hij interesse toonde voor graaf Helperichs aantrekkelijke zus Ermengardam. Hij huwde dan ook met Irmgard, dochter van Diederik, graaf van Plötzkau, en Mathilde van Walbeck, dochter van Koenraad, graaf van Walbeck. Eilika liet het niet aan haar hart komen en trouwde met Otto de Rijke, graaf van Ballenstedt, en was bij hem moeder van Albrecht de Beer, de laatste markgraaf van de Noordmark en eerst markgraaf van Brandenburg. Dit zorgde voor een interessante wending in de geschiedenis van het graafschap Stade.
Lothar Udo en Irmgard hadden vier kinderen:
- Hendrik II, markgraaf van de Noordmark, tevens graaf van Stade (als Hendrik IV);
- een dochter, wier naam ons niet bekend is;
- Irmgard van Stade, trouwde met Poppo IV, graaf van Henneberg;[4]
- Adelheid van Stade, trouwde met Hendrik II, markgraaf van Meissen.[4]

Lothar Udo werd na zijn dood door zijn broer Rudolf opgevolgd als markgraaf en graaf.